# 勒拿九头蛇

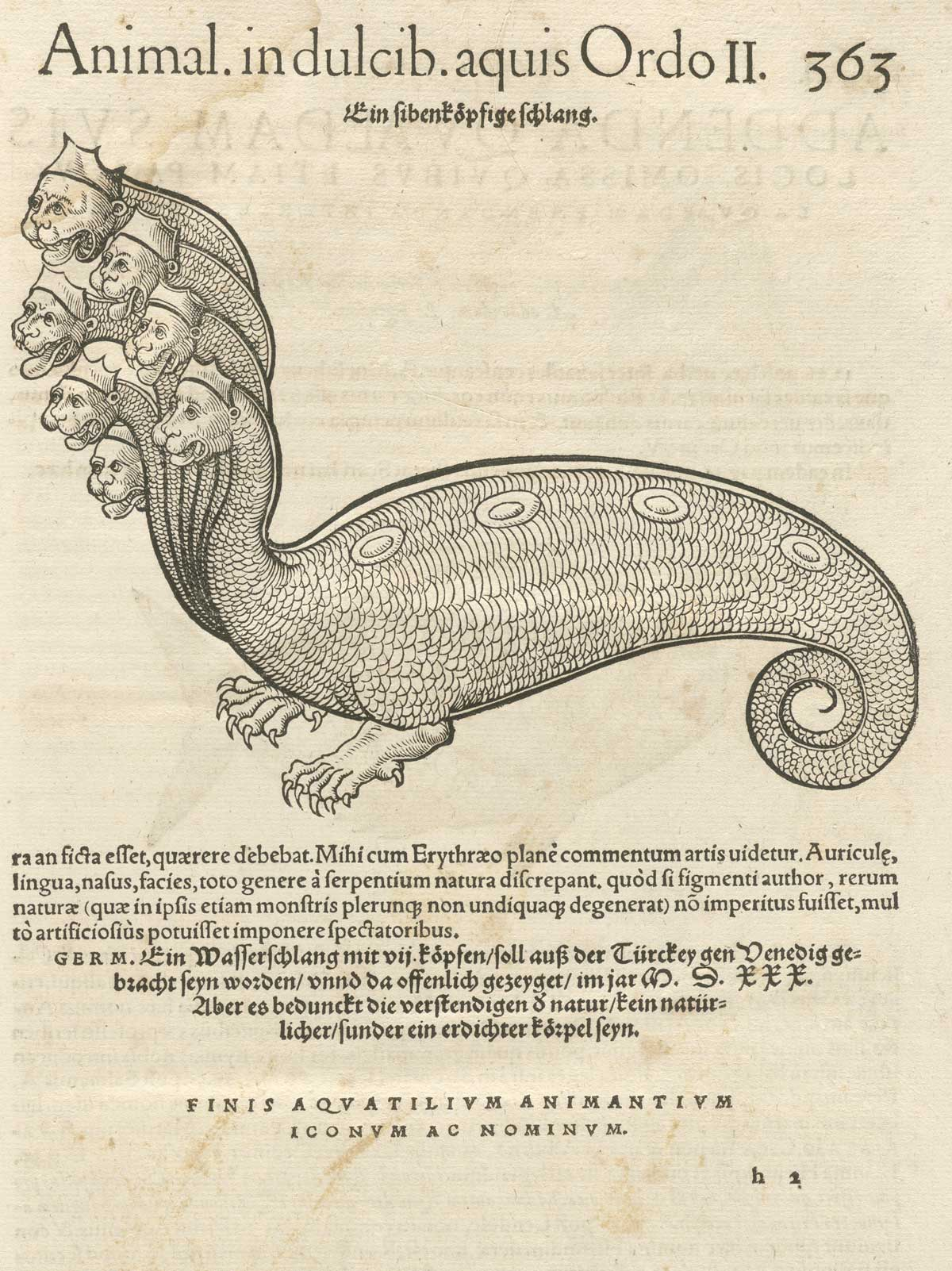
十六世紀的德國插畫家，受到《獸名數目》的影響所繪製的九頭蛇

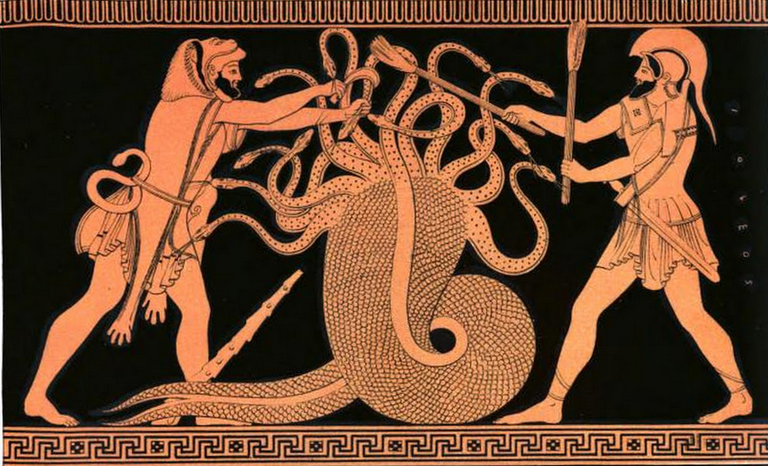
九头蛇

勒拿九头蛇（希臘語：Λερναῖα Ὕδρα，义为“水蛇”），又稱海卓拉、海德拉、许德拉、希德拉，是古希腊神话裡一种传说中有九个头的大蛇，存在於印歐地區的许多文化當中。

## 外貌
勒拿九头蛇因傳說中其所棲身的沼泽位在勒拿湖附近而得名。它是体形硕大的水蛇之属，关于其头的个数，说法不一。保薩尼亞斯认为只有一个，西蒙尼特斯说有五个，托普塞增加至七个，到了狄奥多罗斯的版本中甚至多达一百个。但大部分典籍都以九头为准，尤其指出最中心的那个头刀枪不入（也有说是金色的）。

## 家世
九头蛇的家谱有两个版本，一说它为堤丰和厄客德娜所生，如此它便是刻耳柏洛斯、客迈拉、涅墨亚狮子、甚至哈耳庇厄的姐妹（九头蛇为雌性）。另一说它的父母是泰坦巨人帕拉斯与冥河女神斯堤克斯。那样一来，它的兄弟姐妹就包括了宙斯的扈从泽洛斯、胜利女神尼刻、还有战神的两员大将克拉托斯与比亚。

## 九头蛇与海格力斯

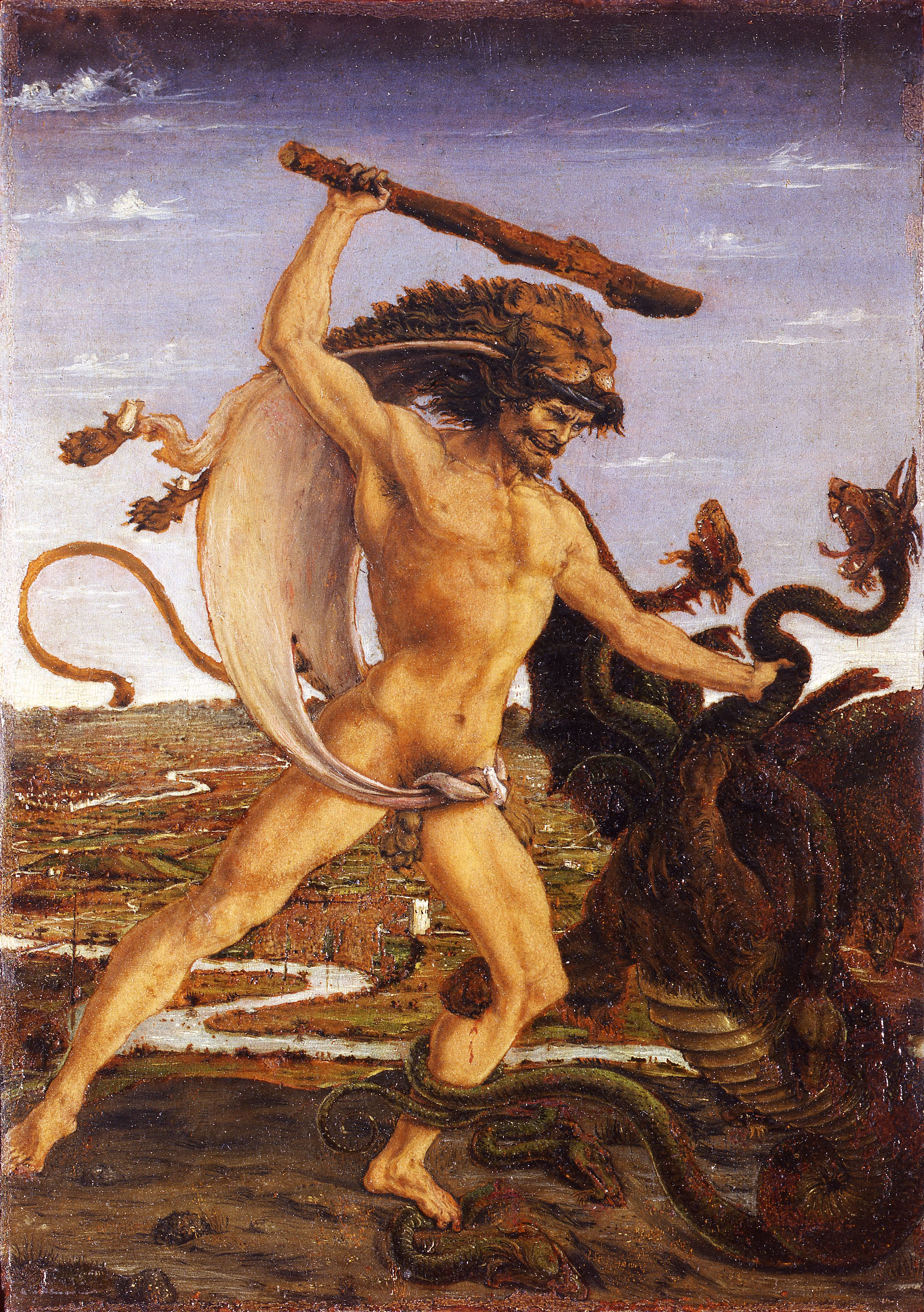
《海格力斯与九头蛇》（Hercules and the Hydra）安東尼奧·德爾·波拉約洛作

九头蛇因赫拉克勒斯而出名，赫拉克勒斯的十二項試煉中的第二項便是杀死这妖魔。九头蛇剧毒无比，沼泽的水也因此长年恶臭，四周土地变为褐色。它还经常吞食过往行人牲口，为害一方。赫拉克勒斯与侄子伊奥劳斯驾马车来到沼泽。他命伊奥劳斯看住车辆，自己用火箭将九头蛇引出。双方展开大战，每当英雄用剑（一说為镰刀）砍掉那魔怪的一个头，另一个新头（一说两个）又重新生出。海格力斯于是喊侄子来帮忙。伊奥劳斯用火炬烧灼断颈，头便无法重生。最后海格力斯将八头一一砍下，又用巨棍打落正中的主头，埋于土中，用大石压住，才算铲除这一祸害。后来宙斯为纪念海格力斯的丰功伟绩，将被他杀死的九头蛇升到空中，变成了长蛇座。
根据其它版本所述，双方搏斗正酣之际，赫拉派来一只巨蟹来协助魔物。巨蟹钳了海格力斯一下，旋即被英雄杀死。这只巨蟹成为了天空中巨蟹座的来源。公元前二世纪古勒拿的石版上也刻画有这一场景。
九头蛇死后，海格力斯將其胆部的毒汁塗抹在箭头上。这些毒箭后来误伤了人马喀戎。喀戎是不死之身，但蛇毒入骨，疼痛难当，他便放弃了永生，宁愿一死，飞上天空成了人马座。毒箭还埋下了海格力斯自己的死因。他完成十二项任务后，携娇妻回家安顿。路上用毒箭射死了另一人马涅索斯。人马死前诓骗海格力斯的妻子德伊阿妮拉，说自己的血是催生爱情的圣药，涂抹一点在衣服上，给谁穿上，谁便会一辈子忠贞不渝。当时有谣言说海格力斯将迎娶罗尔。为了挽回丈夫的心，德伊阿尼拉便照人马所言行事。海格力斯穿上妻子所赠的新衣，九头蛇的毒液便通过涅索斯的血渗入肌肤。他想扯下衣服，但已与皮肉粘连，再无法分开。一代英雄，就此殒命。这段掌故在《变形记》中记载得最为详尽生动。

## 其它传说
传说九头蛇死后与地狱犬一起为冥王看守门户。《伊利亚特》便这样写道：「（哈得斯的）大门下盘踞着不少魔物......勒拿九头蛇嘶嘶作声。」
希腊厄利斯城附近的阿尼格罗斯河（Anigros River）污浊不堪，水族难存。据说便是因为涅索斯中了毒箭，在此洗濯伤口，令得河水受蛇毒污染所致。

## 大眾文化
- 獵獸神兵中第二十六號部隊「擬神兵部隊」的隊員阿比，擬神兵型態為「劇毒蛇人 海德拉」、擁有三顆蛇頭的蛇人。

## 外部連結
- .  14 (第11版). London: 33–34. 1911.
- . .   [2021-04-17]. （原始内容存档于2015-03-23）.
- . cartelen.louvre.fr.   [2011-07-07]. （原始内容存档于2007-03-11）.